# The Philadelphia Inquirer
The Philadelphia Inquirer és un diari estatunidenc, que concentra els seus lectors a la ciutat de Filadèlfia i l'estat de Pennsilvània, als Estats Units.
El diari té el desè major tiratge del país i és, alhora, el tercer diari més antic dels Estats Units.

## Història
| Edició | Dia laboral | Diumenges |
| ------ | ----------- | --------- |
| 1936   | 280,093     | 369,525   |
| 1938   | 345,422     | 1,035,871 |
| 1968   | 648,000     | 905,000   |
| 1984   | 533,000     | 995,000   |
| 1990   | 511,000     | 996,000   |
| 1999   | 402,000     | 802,000   |
| 2002   | 373,892     | 747,969   |
| 2006   | 350,457     | 705,965   |
| 2007   | 338,049     | 645,095   |

El periòdic fou fundat el juny de 1829 per John R. Walker i John Norvell. A partir de 1936 va ser editat per Moses Annenberg i després de la seva mort el 1942 pel seu fill, Walter Annenberg. El seu Newsdesk (format de redacció periodística), creat el 1994, va ser un dels primers del món.

## Guardons
Al llarg de la seva existència el periòdic ha rebut el Premi Pulitzer en 18 ocasions.